# Endiandra scrobiculata
Endiandra scrobiculata är en lagerväxtart som beskrevs av Kostermans och K.M. Kochummen. Endiandra scrobiculata ingår i släktet Endiandra och familjen lagerväxter. Inga underarter finns listade i Catalogue of Life.